# Cecco d'Ascoli

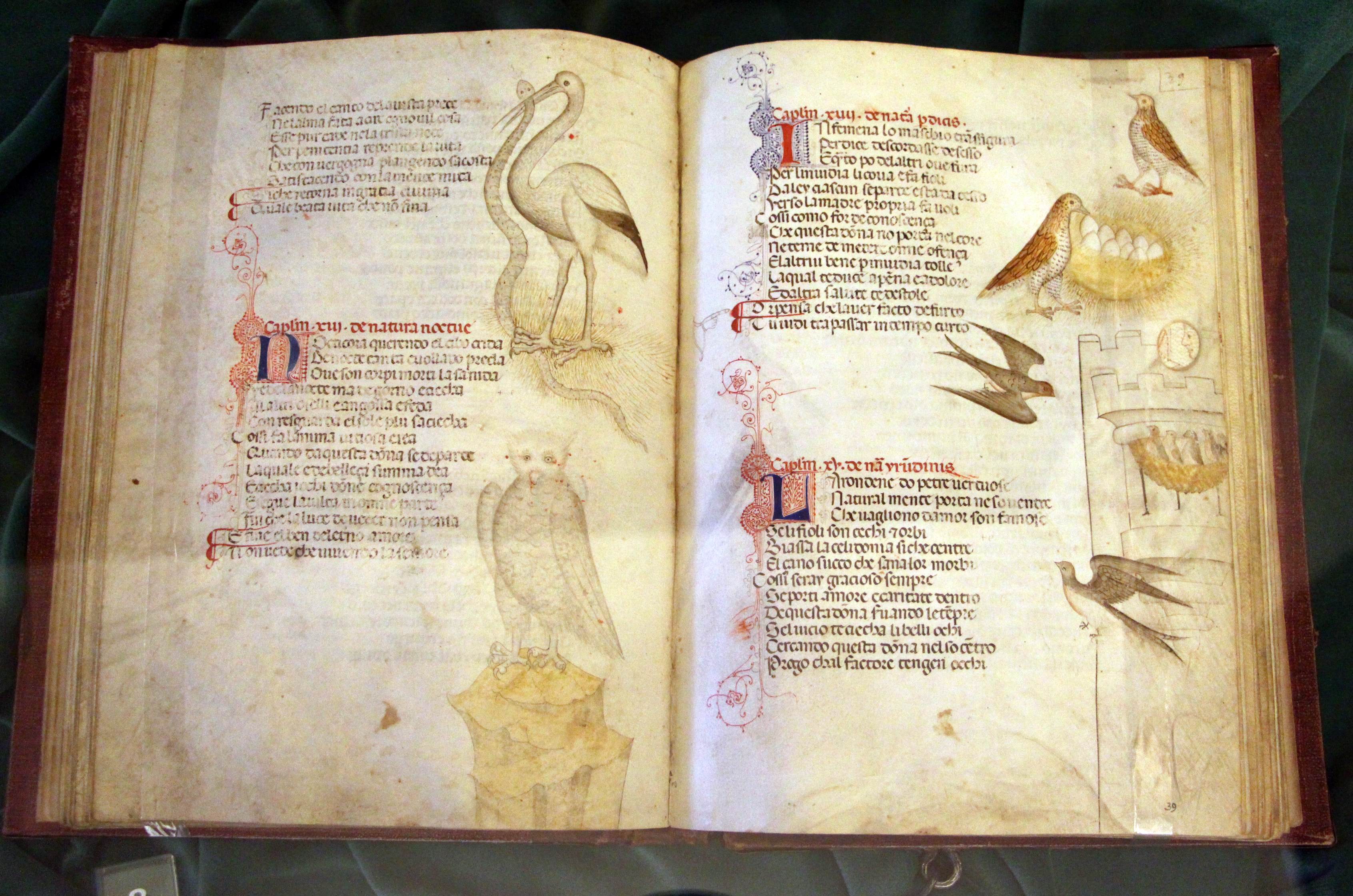
Liber acerbe etatis, XIV sec., Biblioteca Medicea Laurenziana, pluteo 38v 01

Francesco Stabili, más conocido como Cecco d'Ascoli (Ancarano, 1269-Florencia, 16 de septiembre de 1327), fue un poeta, médico, maestro, astrólogo/astrónomo y filósofo (en el tiempo que no había distinción entre la astronomía y la astrología) italiano.

## Biografía

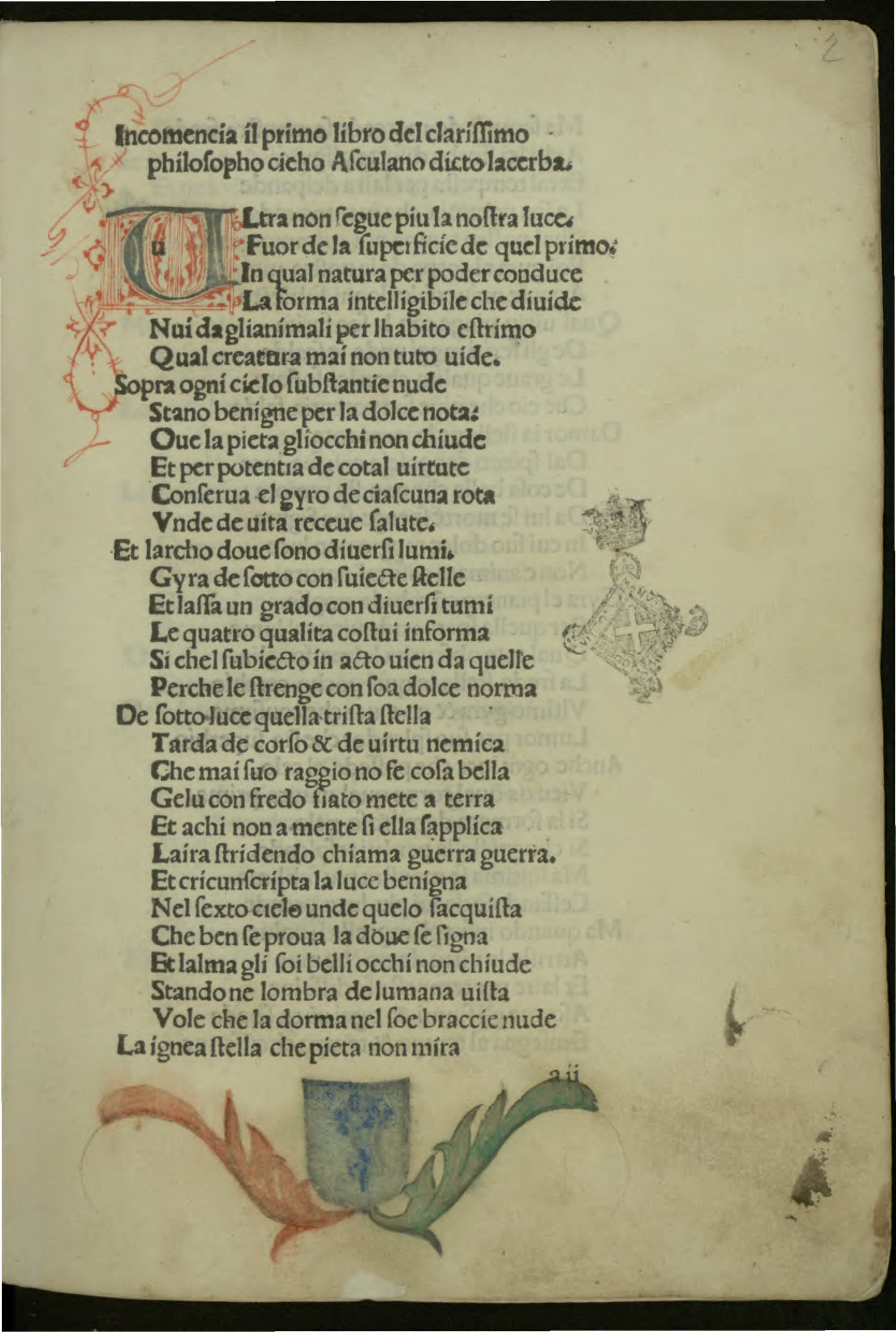
Acerba, incipit, 1484

A la edad de dieciocho años, ingresó en el monasterio de Santa Cruz ad Templum (Ascoli Piceno), centro propulsor del esoterismo templario de la Marca Meridional.
Cecco, en 1309 en Florencia, fue astrólogo de la corte de Carlos II de Nápoles y Sicilia.
Se estableció en Florencia en noviembre de 1314 y posteriormente viajó a Bolonia, donde en 1324 enseñó en la facultad de medicina de la Universidad de Bolonia. Allí recibió su primera condena por haber hecho comentarios negativos sobre la religión cristiana, condena que consistía en una multa muy elevada, la pérdida de su trabajo, la incautación de todos sus libros de astrología y un cierto número de oraciones obligatorias. La condena le fue impuesta por el inquisidor dominico Lamberto da Cingoli. Contaba con la admiración de estudiantes y colegas; que por tal motivo fueron represaliados un año después. En 1325, Cecco obtuvo la cátedra universitaria, ascendiendo en la organización del centro académico.
Cabe recordar que durante su período en Bolonia permaneció durante una breve estancia en Aviñón, formando parte de la corte papal como miembro del personal médico del Papa Juan XXII.
En 1326 Carlo duque de Calabria, hijo primogénito del rey Roberto d'Angiò (1309-1343) lo nombró médico de la corte.
Sus estudios de astrología giraban en torno a los comentarios del libro De principiis astrologiae del musulmán Alcabitius y el De sphaera mundi de Giovanni Sacrobosco.
Interesado en la astrología, suscitó las sospechas del duque después de un horóscopo negativo sobre su hija (la futura Juana reina de Nápoles, llamada "la loca").
Compuso el poema L'Acerba, tratado filosófico-científico en lenguaje coloquial cuyo propósito, según sus intenciones, era contraponerse a la Divina Comedia, pero que permaneció sin terminar después de la condena a la hoguera de Cecco por sus "errores contra la fe". Cecco d'Ascoli siguió después la misma suerte de otros intelectuales de su tiempo, como por ejemplo Pietro d'Abano, dedicados al estudio de la astrología y de la alquimia, disciplinas que no estaban oficialmente prohibidas pero que a menudo dieron lugar a doctrinas heréticas.
Fue condenado a la hoguera por la Inquisición y murió quemado frente a la Iglesia de Santa Cruz en Florencia el 16 de septiembre de 1327. Entre los seis jueces que emitieron la sentencia figuraba también Francesco da Barberino, autor de los Documentos de Amor (Documenta Amoris). El inquisidor que lo condenó fue Frate Accursio.
La tradición afirma que la fuerte y polifacética personalidad de Cecco pareció resistir también a las llamas de la hoguera; se dice que alguien lo oyó gritar así: “¡Lo he dicho, lo he enseñado, lo creo!”.

## Epónimos
- El cráter lunar Cichus desde el año 1935 lleva este nombre en su memoria.(Referencia UAI del cráter Cichus.)